# Castel Weyer (Frohnleiten)
Castel Weyer (in tedesco Schloss Weyer) si trova nel comune austriaco di Frohnleiten nel Distretto di Graz-Umgebung appartenente al Land della  Stiria. La sua storia inizia nel XIII secolo.

## Storia

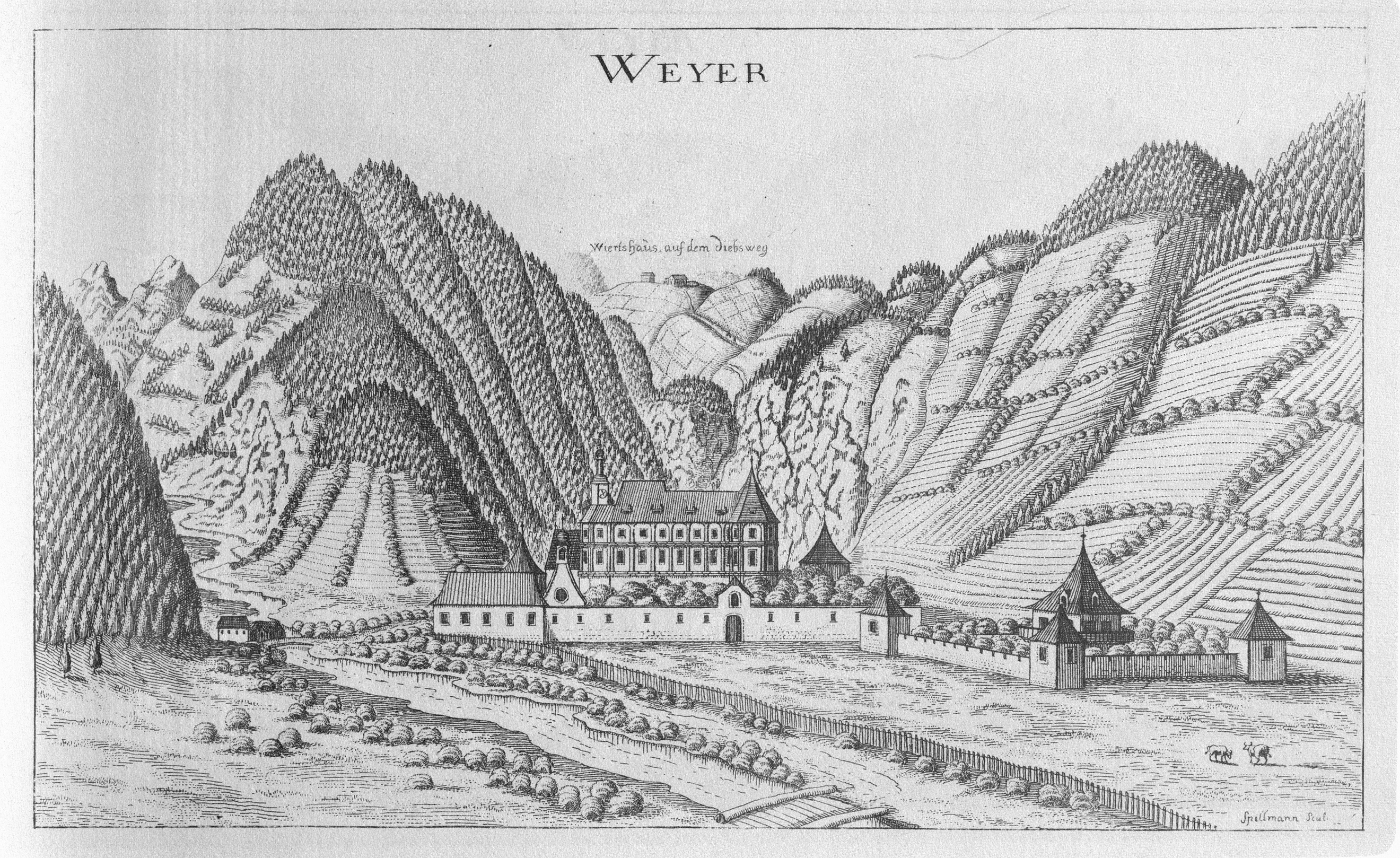
Castel Weyer a Frohnleiten come appariva in una stampa del 1681

Originariamente la struttura appartenne alla famiglia Eppenstein e la prima fortezza fu probabilmente costruita all'inizio del XIII secolo dalla famiglia Rabenstein, a quel tempo al servizio degli Eppenstein. Intorno alla metà del XIII secolo il maniero passò ai conti di Pfannberg che lo fecero ampliare in modo considerevole dotandolo di fossato e lasciandolo in gestione a una famiglia di loro fiducia che, in breve, ottenne di farsi chiamare Weyer. Verso la fine del XIII secolo infatti viene menzionato per la prima volta un Weichhardt von Weyer che nel 1292 prese parte alla rivolta dei nobili stiriani contro il duca Alberto I e nel 1296 combatté contro l'arcivescovo di Salisburgo davanti a Radstadt. Quando la famiglia dei conti di Pfannberg si estinse, castel Weyer passò ai conti di Cilli e nel 1373 ai conti di Montfort. Nel 1375 il suo governo fu affidato a Gebhard von Waldstein, che si faceva chiamare anche Weyer. Nel 1451 divenne signore Wolfgang Schlesseler e alla morte del suo successore, gli Eibiswalder e i Ratmannsdorfer, suoi parenti, si divisero la proprietà. Christof von Ratmannsdorf nel 1502 acquistò la parte allora di Sigmund von Eibiswald e divenne unico proprietario ampliò inoltre la tenuta acquistando altri beni. Nel 1560 Wilhelm von Ratmannsdorf, di fede protestante, rilevò il castello e gli fece assumere le forme che ci sono pervenute.  Il castello appartenne alla sua famiglia fino alla metà del XVII secolo quando, nel 1659, Sebastian Hayd zu Haydegg lo acquistò e lo trasformò in fedecommesso. Suo cugino Franz Sebastian Hayd von Haydegg, che lo seguì nella proprietà, lo perdette al gioco d'azzardo e la tenuta fu posta sotto amministrazione controllata nel 1721. Il figlio Francesco Giuseppe poté riprendere in mano il castello solo dopo aver saldato i debiti più urgenti contratti dal padre. Tra il XVI e il XVIII secolo il castello fu oggetto di ripetuti e importanti rifacimenti. Nel 1750 Ernst von Haydegg rinnovò la cappella gentilizia del castello e ottenne che vi venisse nominato un prete. Nel 1822 l'eccessivo indebitamento della famiglia portò alla vendita all'asta del castello che venne comprato dal principe Nikolaus Esterházy che rese vincolato alla sua famiglia. La famiglia Mayer-Melnhof ne divenne proprietaria dal 1872, lo restaurò lo utilizzò come casa di riposo per i dipendenti delle loro aziende.

## Descrizione

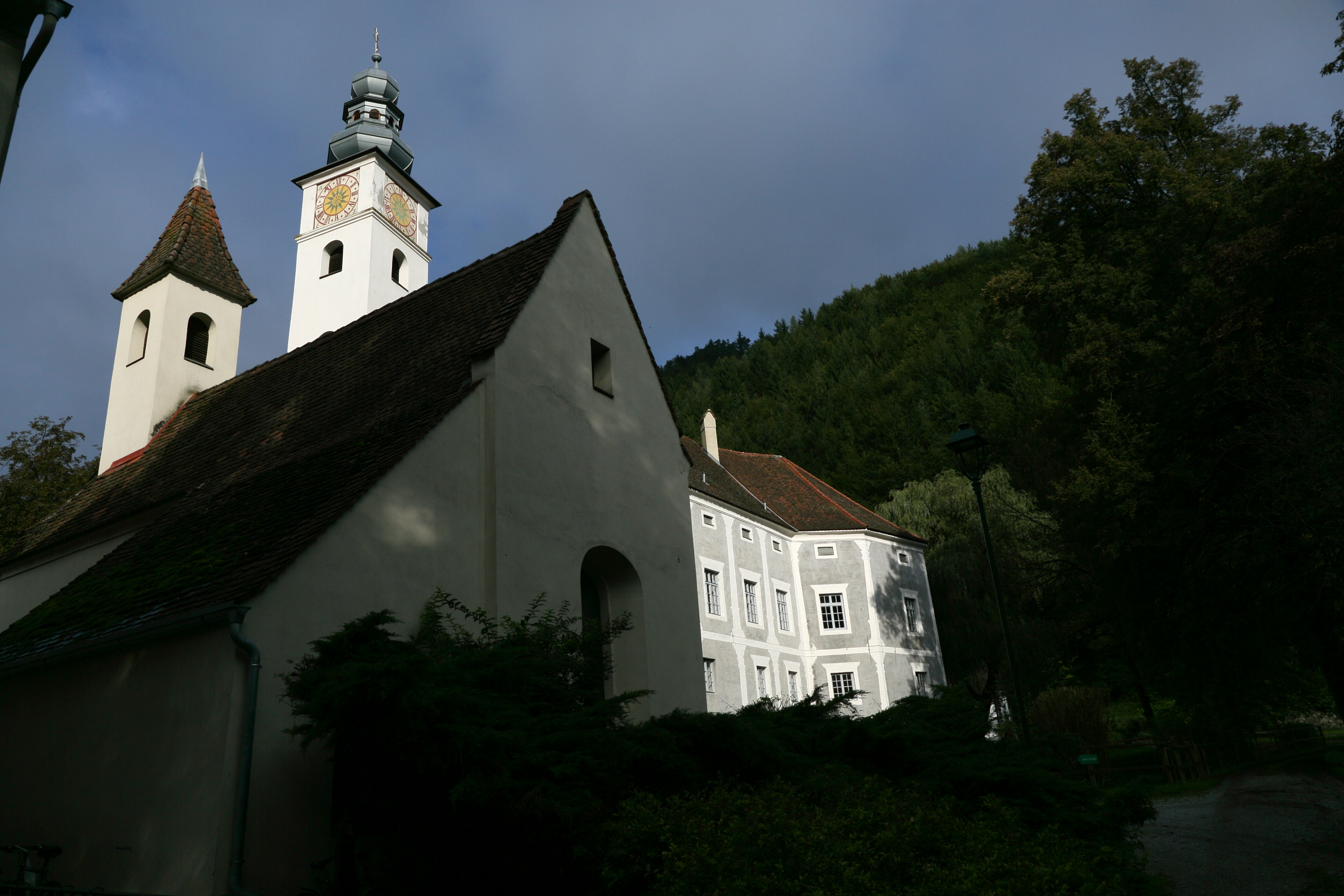
Cappella del castello

Castel Weyer si trova nella frazione Rothleiten del comune austriaco di Frohnleiten nel Distretto di Graz-Umgebung, Land della  Stiria. Si trova alla foce del Gamsgraben nella Murtal. A est e a nord si conserva ancora parte dell'ampio fossato antistante l'edificio principale a forma di uncino e il castello prende il nome anche da questo specchio d'acqua che un tempo circondava l'intero complesso. È costituito da un edificio principale a tre piani e da un'ala laterale più corta adiacente ad esso ad angolo retto. Questi due corpi di fabbrica residenziali, insieme ai fabbricati rurali vicini, delimitano un ampio cortile interno. La maggior parte delle strutture del complesso risalgono al XVI e al XVII secolo. Il fossato orientale un tempo era attraversato da un ponte levatoio e a nord un ponte in mattoni conduce al portale di accesso. L'edificio principale presenta su un lato del cortile portici a tre piani ed è concluso da un orologio e da un campanile con una cupola barocca con lanterna. L'edificio minore, sovrastato da un passaggio di collegamento, conduce dalla torre alla notevole cappella del castello. In questa si conserva un'importante croce del XIV secolo. L'altare originale è stato spostato al castello di Grafendorf-Neupfannberg. L'ala est è fiancheggiata all'esterno da due aggetti angolari poligonali a forma di torre. Le facciate in intonaco graffiato sono strutturate orizzontalmente e verticalmente da lesene e fasce dipinte. La sala ottagonale detta Sala dei Cavalieri sulla trave principale del soffitto riporta la data 1590. Il parco antistante il castello un tempo ospitava un giardino zoologico.

### Bene architettonico tutelato
Castel Weyer è stato posto sotto tutela dei monumenti da parte della Repubblica austriaca col numero 48554.